# İlbeyi
İlbeyi (kurd. Elbeg) ist ein verlassenes Dorf im Landkreis Kiğı der türkischen Provinz Bingöl. Die Entfernung nach Kiğı beträgt ca. 15 km.
Im Jahre 1985 betrug die Bevölkerungszahl İlbeyis 225 Menschen. 1990 lebten in İlbeyi 153 Menschen. Danach wurde das Dorf aufgegeben. In den aktuellen Bevölkerungsstatistiken wird İlbeyi nicht geführt.